# سينهايزر

منتجات مختبر (Labor W) في برنامج إذاعي سنة 1950.

حرم سينهايزر للابتكار، في المقر الرئيسي في ويديمارك، بالقرب من هانوفر.

سينهايزر (بالألمانية: Sennheiser) هي شركة صوتيات ألمانية خاصة، مُتخصصة في تصميم وإنتاج مجموعة واسعة من المنتجات الاستهلاكية بما في ذلك مكبرات الصوت، وسماعات الرأس، وإكسسوارات الاتصالات الهاتفية، وإلكترونيات الطيران. يقع المكتب الرئيسي للشركة في ويديمارك، بالقرب من هانوفر، وتمثل الشركة في أكثر من 50 دولة حول العالم. 
تأسست الشركة الألمانية في عام 1945 من قبل الأستاذ الدكتور فريتز سينهايزر، ولا تزال شركة عائلية مستقلة. منذ عام 2013، يشغل دانيال سينهايزر والدكتور أندرياس سينهايزر منصب الرئيس التنفيذي المشارك. وفقًا للأرقام الخاصة بهم، تضم مجموعة سينهايزر حوالي 2801 موظفًا حول العالم. في عام 2019، بلغ إجمالي حجم الأعمال 756.7 مليون يورو.

## التاريخ

الرئيسان التنفيذيان المشاركان، أندرياس سنهايزر (على اليسار) ودانييل سنهايزر (على اليمين).

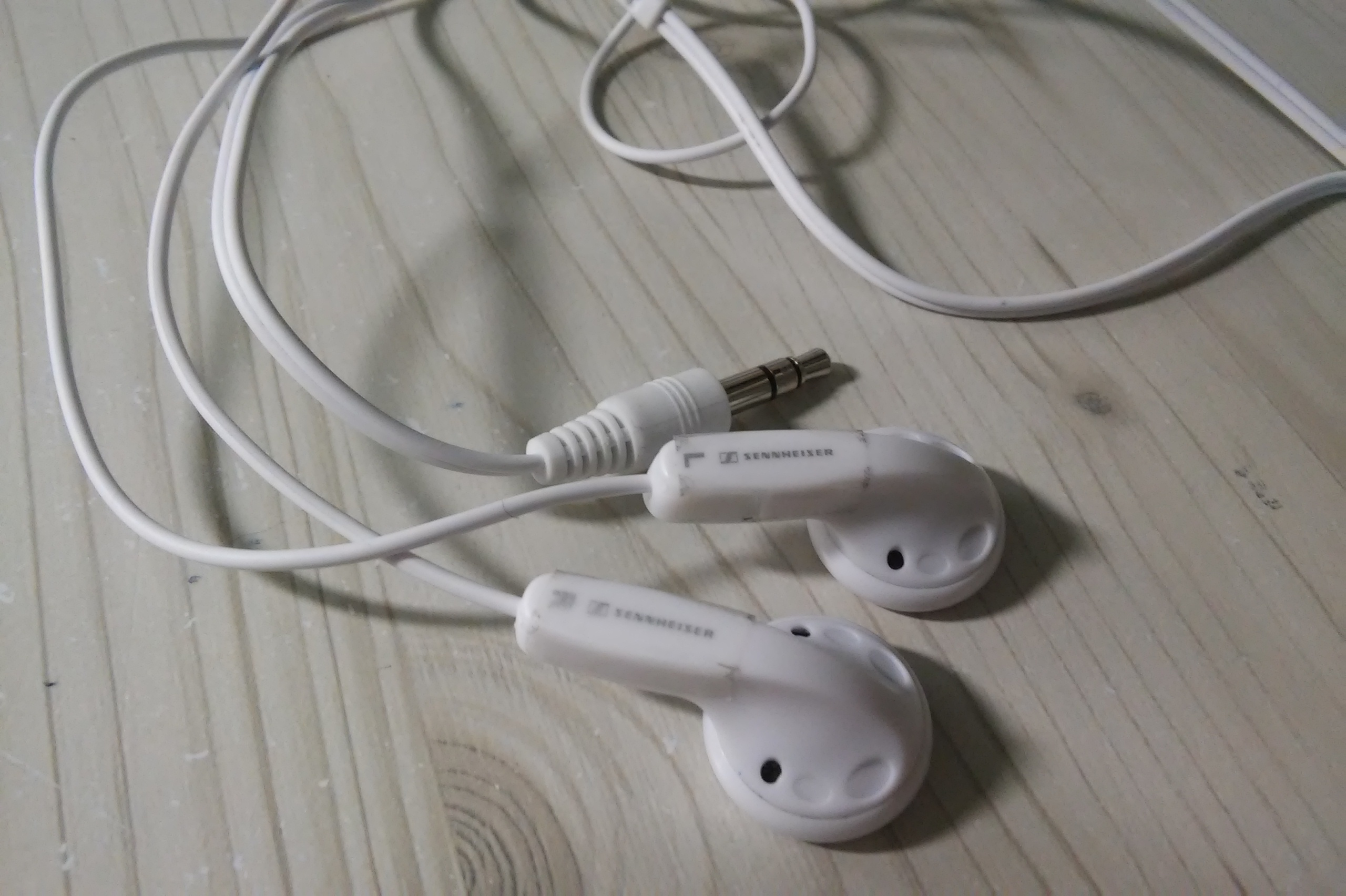
سماعات أذن تنتجها سنهايزر.

تأسست الشركة في عام 1945، بعد أسابيع قليلة من نهاية الحرب العالمية الثانية، على يد فريتز سينهايزر (1912-2010)، وسبعة من زملائه المهندسين من جامعة هانوفر في مختبر يسمى لابوراتوريوم وينبوستل (تم اختصاره بـ "Lab W"). تم تسمية المختبر على اسم قرية وينبوستل في بلدية ويديمارك، حيث تم نقله بسبب الحرب. أول مُنتَج لها كان مقياس الجهد الكهربائي. بدأ المختبر في بناء الميكروفونات في عام 1946 باستخدام (DM1)، وبدأ تطويرها في عام 1947 باستخدام (DM2). بحلول عام 1955، كان لدى الشركة 250 موظفًا، وبدأت في إنتاج العديد من المنتجات بما في ذلك المعدات الجيوفيزيائية، والميكروفون المعوض عن الضوضاء (DM4)، ومحولات الميكروفون، والخلاطات، وسماعات الرأس المغناطيسية المصغرة. تم تغيير اسم المختبر إلى (Sennheiser electronic) في عام 1958.
في أواخر الخمسينيات وأوائل الستينيات، التقى البروفيسور سينهايزر برجل نبيل في المستشفى اسمه توماس شيلينجر. تم تكليف السيد شيلينجر ببدء وجود سينهايزر في الولايات المتحدة. وكانت تتويجًا لذلك بجائزة الأوسكار الفنية في عام 1987 في حفل توزيع جوائز الأوسكار التاسع والخمسين.
تم تحويل سينهايزر إلى شراكة محدودة (KG) في عام 1973. في عام 1980، دخلت الشركة سوق الطيران، حيث قامت بتزويد شركة لوفتهانزا بسماعات الرأس.
بدأت الشركة في إنتاج الميكروفونات اللاسلكية الحديثة في عام 1982، وهو العام نفسه الذي سلّم فيه المؤسس فريتز سينهايزر إدارة الشركة لابنه يورغ سينهايزر. في عام 1987، فازت سينهايزر في حفل توزيع جوائز الأوسكار التاسع والخمسين، عن ميكروفون البندقية (MKH 816).
أيضًا في عام 1991، أصبحت شركة جورج نيومان (GmbH) في برلين، التي تصنع استوديوهات ميكروفونات، جزءًا من سينهايزر.
في عام 2003، دخلت شركة سينهايزر في مشروع مشترك مع شركة وليام ديمانت القابضة الدنماركية، المتخصصة في سماعات الأذن وتكنولوجيا التشخيص والاتصالات الشخصية.
سنة 2005، استحوذت سينهايزر على الشركة المصنعة للسماعات (Klein + Hummel).
انضم دانيال سينهايزر، حفيد المؤسس، إلى الشركة في عام 2008. وفي عام 2010 انضم شقيقه الدكتور أندرياس سينهايزر أيضًا. كلاهما مساهم في الشركة.
في 1 يوليو 2013، تمت ترقية دانيال سينهايزر وأندرياس سينهايزر إلى منصب الرئيس التنفيذي المسؤول عن شركة سينهايزر.
في عام 2014، أسّست سينهايزر شركة فرعية جديدة، تهتم بتطوير حلول البث للبرامج والأجهزة.
في عام 2019، استحوذت سينهايزر على حصة الأغلبية في (Dear Reality)، وهي شركة متخصصة في خوارزميات الصوت المحيطي وبرامج الصوت AR/VR.

### المواقع
يقع المقرّ الرئيسي لشركة سينهايزر في بلدية ويديمارك، ألمانيا (بالقرب من هانوفر). يقع مقرّها الرئيسي في الولايات المتحدة في أولد لايم (كونيتيكت). الشركة لديها مصانع في وينبوستل (ويديمارك بالقرب من هانوفر)، وتولامور بأيرلندا (منذ 1990)، وألباكركي بالمكسيك (منذ 2000)، وفي براشوف برومانيا (منذ 2019). بعض المنتجات الاستهلاكية مصنوعة في الصين. تقع مرافق البحث والتطوير التابعة لشركة سينهايزر في كل من ألمانيا والدنمارك وسويسرا وسنغافورة وسان فرانسيسكو.
لدى سينهايزر ما مجموعه 21 شركة فرعية للمبيعات وشريك تجاري، وهي نشطة في أكثر من 50 دولة. إلى جانب ذلك، افتتحت الشركة أول متجر سينهايزر في عام 2016، لجعل المنتجات في متناول العملاء. تمتلك سينهايزر الآن ما مجموعه سبعة متاجر في برلين، وسان فرانسيسكو، وسنغافورة، وكوالالمبور، ومكسيكو سيتي، وسيدني، وفي مقرها الرئيسي في ويديمارك. في عام 2016، كان هناك متجر مؤقت في نيويورك.

## المنتجات

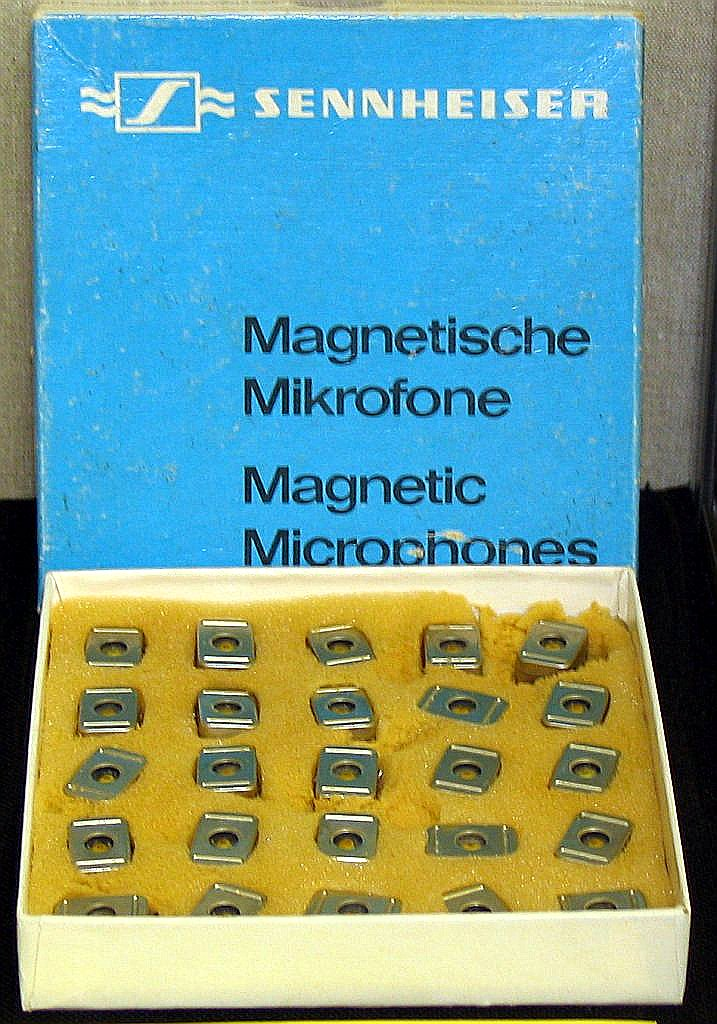
الميكروفونات المغناطيسية (Sennheiser mm26)، التي استُخدِمت كأجهزة استماع سرية من قبل شتازي، جهاز أمن الدولة الرسمي لألمانيا الشرقية

تشتهر شركة سينهايزر بشكل أساسي بسماعات الأذن والميكروفونات الاحترافية، كما أنها تصنع سماعات أورفيوس (Orpheus)، التي تبلغ تكلفتها 55000 دولار أمريكي؛ بالإضافة إلى الميكروفونات اللاسلكية، وسماعات الطيران والألعاب، ومكبرات الصوت.
تتكون سينهايزر من وحدتين تجاريتين مستقلتين: قسم المستهلك وقسم الصوت الاحترافي. يقدم قسم المستهلك للعملاء مجموعة من سماعات الرأس ومكبرات الصوت الترفيهية المنزلية. فيما يتعلق بالصوت الاحترافي، تُوفّرُ شركة سينهايزر حلولًا صوتية للحفلات الموسيقية، ودي جي والمسرح والاستوديو والبث والأفلام والفيديو، بالإضافة إلى الصوت ثلاثي الأبعاد و(AR/VR/XR). ويتضمن أيضًا حلولًا للاتصالات التجارية مثل العروض التقديمية والمؤتمرات والاجتماعات وتوجيه الزوار ودعم السمع وقطاع التعليم.
تعاونت سينهايزر مع شركات الموضة، بما في ذلك مع ماركة الحقائب السويسرية (Freitag)، بالإضافة إلى (Dior Homme).
في عام 2017، تم التصويت على سماعات الرأس داخل الأذن طراز (Momentum M2) كأفضل منتج لهذا العام من قبل مجلة (What Hi-Fi؟).

## المديران التنفيذيان
أندرياس سينهايزر هو مدير تنفيذي ألماني، اشتهر بالعمل كرئيس تنفيذي لشركة سينهايزر. تولّى منصب الرئيس التنفيذي مع شقيقه دانيال سينهايزر في 1 يوليو 2013. وُلِدَ أندرياس عام 1974 في زيورخ، وحصل على درجة الدكتوراه في إدارة سلسلة الإمداد من المعهد الفدرالي السويسري للتكنولوجيا في زيورخ عام 2004. تأسست شركة سينهايزر للإلكترونيات على يد جدّه فريتز سينهايزر، وانضم إلى شركة العائلة مع شقيقه دانيال. في عام 2013، تمّت ترقية كل من دانيال وأندرياس إلى منصب الرئيس التنفيذي. ركّز أندرياس على أجهزة الألعاب وسماعات الرأس اللاسلكية ذات الأسعار المعقولة، بما في ذلك سينهايزر (PC350). ولجوا مع شقيقه دانيال مجال الموسيقى في عام 2014.

## البحث و التنمية

### نظرة عامة
تمتلك سينهايزر أربعة مواقع بحث وتطوير في كل من ألمانيا وسويسرا والولايات المتحدة الأمريكية وسنغافورة. بالإضافة إلى ذلك، تمّ افتتاح حرم الابتكار في وينبوستل في عام 2015 بمساحة تبلغ 7000 متر مربع. وفقًا لسنهايزر، فقد استثمرت الشركة ما مجموعه 60.5 مليون يورو في البحث والتطوير في عام 2018.

### برنامج (AMBEO) ثلاثي الأبعاد الصوتي
من المفترض أن يغطي برنامج تكنولوجيا (AMBEO) منتجات وأنشطة الصوت الغامرة من التسجيل إلى المعالجة والخلط إلى التشغيل. وفقًا للشركة، فإن التكنولوجيا قابلة للتطبيق في مجالات مثل البث الواقعي للحفلات الموسيقية، والبث الرياضي، والتسجيلات ثلاثية الأبعاد، وتركيبات المعارض، وتطبيقات (AR/VR/XR)، والصوت ثلاثي الأبعاد للمنزل.
قامت سينهايزر بتسجيل 9.1 موسيقى منذ عام 2010، وقد طوّرت خوارزمية (upmix)، التي تنتج 9.1 موسيقى من تسجيلات الاستريو التقليدية.

## الجوائز والترشيحات
في عام 2002، حصل المؤسس فريتز سينهايزر على الميدالية الذهبية لجمعية هندسة الصوت. في عام 2004، حصل البروفيسور فريتز سينهايزر على ميدالية ديزل من المعهد الألماني للاختراعات، وهي أقدم جائزة ابتكار في ألمانيا في عام 2013، تم تكريم سينهايزر بجائزة الإيمي برايم تايم للهندسة، وجائزة فيلو فارنزوورث. تكرم الجائزة مساهمة الشركة في تكنولوجيا الإنتاج التلفزيوني.
في عام 2015، حصل الأستاذ الدكتور يورغ سينهايزر على جائزة المؤسس الألماني في فئة الإنجازات مدى الحياة.
في عام 2017، حصل كل من الدكتور أندرياس سينهايزر ودانيال سينهايزر على لقب رجل الأعمال للعام من إرنست ويونغ.

## وصلات خارجية
- الموقع الرسمي